# Coffea liberica
Café liberiano (Coffea liberica) é uma espécie de café que se originou na Libéria, África Ocidental. A árvore de café cresce até 9 metros de altura. O café foi levado para a Indonésia para substituir as árvores arábica mortas pela doença da ferrugem no final do século XIX. Ele ainda é encontrado em partes da Europa Central e a Leste de Java hoje.